# Olga von Türk-Rohn

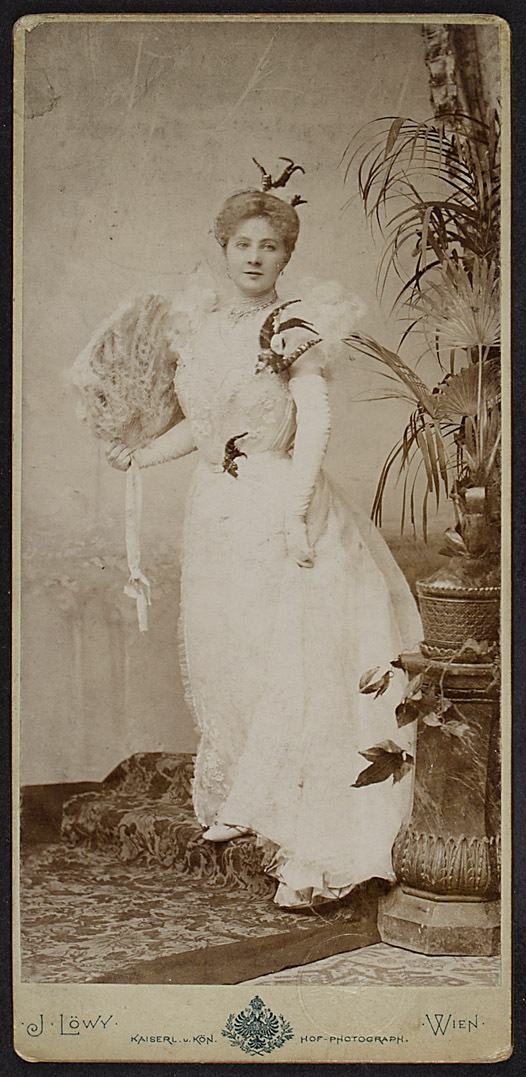
Soprano Olga von Türk-Rohn.

Olga von Türk-Rohn, también conocida por su título a través de matrimonio como Baronesa von Türk-Rohn y por su apellido de soltera Olga von Rohn (Viena, 3 de junio de 1865-Nueva York, 26 de febrero de 1940), fue una soprano y profesora de canto austríaca. Comenzó su carrera como concertista de soprano en 1887 y luego trabajó como cantante de ópera en Graz de 1888 a 1890. También cantó en una ópera de la Ópera Estatal de Viena antes de casarse con el barón Camillo von Türk en 1891 o 1897.
Después de su matrimonio, Türk-Rohn dejó de actuar en óperas. Fue una célebre concertista de soprano en Europa desde la década de 1890 hasta principios de la de 1910. Obtuvo especial reconocimiento por sus actuaciones en oratorios y lieder alemanes. Türk-Rohn fue considerado un destacado intérprete de las obras de Franz Schubert, distinción que fue reconocida a través de varios honores, incluida la Medalla de Plata Franz Schubert. Su voz de este período se conserva en varias grabaciones que realizó en Viena y Alemania entre 1905 y 1907. También enseñó en las facultades de canto de dos escuelas de música de Viena: el Lutwak-Patonay-Konservatorium y el Neues Wiener Konservatorium.
En 1913, Türk-Rohn emigró con su familia a los Estados Unidos después de recibir un contrato para actuar en óperas con una compañía dirigida por Oscar Hammerstein I. Las representaciones de ópera planeadas nunca se materializaron, pero Türk-Rohn actuó en conciertos y recitales en los Estados Unidos a partir de finales de 1913. La Primera Guerra Mundial interrumpió su carrera como actriz. Vivía en la ciudad de Nueva York en 1923 cuando se mudó a Chicago para unirse a la facultad de la Facultad de Música de Chicago de Esther Harris. Permaneció en Chicago por el resto de su vida profesional, trabajando como profesora de canto tanto de forma privada como para diversas escuelas de música de esa ciudad. Terminó su carrera docente como decana del departamento vocal del Chicago Conservatory College a mediados de la década de 1930. También estuvo activa como recitalista, cantante de conciertos y radio, y directora mientras vivía en Chicago durante las décadas de 1920 y 1930. Regresó a la ciudad de Nueva York al final de su vida y murió allí en 1940.

## Primeros años de vida y carrera en la ópera
Nacida como Olga Carolina Ludovika von Rohn en Viena el 3 de junio de 1865, Türk-Rohn era hija de Robert Freiherr (barón) von Rohn (también conocido como Rohnau) y Carolina Anna Tyll. Mathilde Marchesi, quien la escuchó cantar a la edad de quince años, la animó a seguir una formación vocal y una carrera como cantante. Algunas fuentes afirman que sus primeras lecciones fueron con Marchesi a esta edad, y otras que no comenzó su formación hasta más tarde con otros profesores.
Türk-Rohn siguió una carrera como cantante en contra de los deseos de sus padres. Se formó como soprano bajo la instrucción de la cantante de ópera Ida Baier en su ciudad natal. Comenzó su carrera en los escenarios de conciertos en 1887, y en 1888 debutó en la ópera en el Stadttheater Graz (el predecesor de la Ópera de Graz). Fue artista residente en ese teatro durante dos años. Protagonizó El cazador furtivo de Weber en la Ópera Estatal de Viena (VSO) en 1888 bajo la dirección de Wilhelm Jahn. A pesar de los esfuerzos de Jahn por convencer a los directores de VSO de que contrataran a Türk-Rohn para futuros compromisos, no le ofrecieron otro contrato con la empresa.

## Matrimonio y carrera como concertista de soprano en Europa

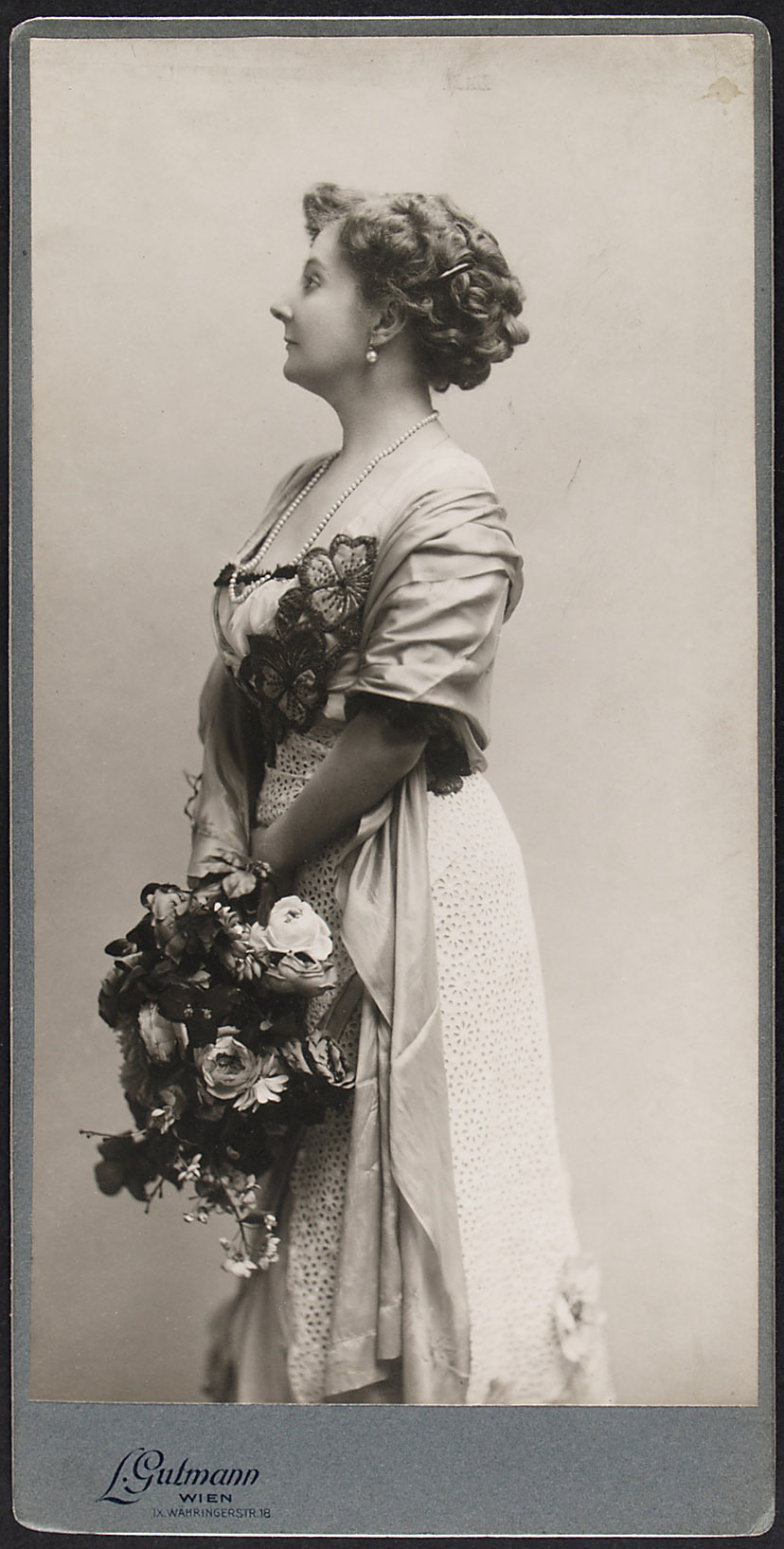
Fotografía de Olga von Türk-Rohn c. 1905-1913.

Olga se retiró de los escenarios de la ópera tras casarse con el barón Camillo Franz Johann Türk Edler (noble) von Karlovacgrad, quien era Fiscal del Estado de Austria en el momento de su boda. Algunas fuentes afirman que su matrimonio tuvo lugar en Viena el 6 de octubre de 1891, y otras que se casaron en 1897. La pareja tuvo tres hijas: Elvira, Hertha (a veces denominada Bertha en la prensa estadounidense), y Maude. El Oesterreichisches Musiklexikon afirma que la pareja se divorció pocos años después de casarse y que se desconoce el año de la muerte de su marido. Sin embargo, este relato se contradice con el obituario de Türk-Rohn de 1940 en The New York Times, que afirma que la pareja todavía estaba casada cuando Türk-Rohn se mudó a los Estados Unidos en 1913. Esta publicación indica que el barón vivió con su esposa y sus tres hijas en Estados Unidos hasta su muerte en ese país en 1926.
Después de dejar de representar ópera, Türk-Rohn continuó actuando como concertista de soprano. Estudió canto en Viena con Leo Friedrich y Gustav Walter, centrándose especialmente en lieder con este último profesor. Su canto atrajo la admiración tanto del compositor Johannes Brahms como del crítico musical austriaco Eduard Hanslick, cuyos elogios contribuyeron en gran medida a impulsar su carrera como concertista de soprano en Austria durante la década de 1890. El resto de su carrera como cantante se dedicó principalmente a la interpretación de lieder, oratorio y otras obras vocales sacras, y actuó internacionalmente en ese repertorio desde la década de 1890 hasta la Primera Guerra Mundial. Además de interpretar lieder de Brahms con el apoyo y la asistencia del compositor, el repertorio de Türk-Rohn también incluía lieder de Franz Schubert, Robert Schumann, Hugo Wolf, Richard Strauss, Wilhelm Kienzl, Gustav Mahler y Edvard Grieg, entre otros. otros compositores.
El 18 de abril de 1895, Türk-Rohn fue la soprano solista en el estreno mundial del vals para voz y orquesta Klug Gretelein, Op.462 de Johann Strauss II en el Musikverein. El concierto fue organizado por la Gesellschaft der Musikfreunde para celebrar el 25.º aniversario del Musikverein y contó con la participación del director Eduard Strauss al frente de la Strauss Orchestra. La interpretación de la obra por parte de la orquesta y Türk-Rohn fue muy aplaudida en el estreno, y la obra se repitió a instancias del público.
Türk-Rohn fue una de las primeras defensoras del compositor Robert Winterberg y, junto con el barítono Joseph Schwarz, fue una de los solistas en el primer concierto profesional de su música en la Ehrbar Saal (Salón Ehrbar) dentro del Palais Ehrbar. En 1906, Isabel de Rumania invitó a Türk-Rohn y Winterberg al castillo Peleș en Sinaia, donde dieron un concierto de la música de Winterberg para la reina. También desarrolló una estrecha relación de trabajo con el compositor checo Rudolf Procházka (1864-1936) e interpretó su Das Glück en conciertos en Viena, Praga y Pilsen.
A principios del siglo XX, Türk-Rohn realizó giras de conciertos por Austria, Alemania e Italia en las que su repertorio consistía en lieder, arias de ópera y obras vocales religiosas. Ofreció representaciones en el Theatre an der Wien en 1896, 1900 y 1903, y actuó en el Teatro Estatal del Tirol de Innsbruck en 1903. En 1910 cantó en el Stadttheater de Hamburgo. También enseñó canto brevemente en la facultad del Lutwak-Patonay-Konservatorium antes de unirse a la facultad de canto del Neues Wiener Konservatorium en 1909.
Türk-Rohn se ganó la reputación de ser uno de los mejores intérpretes de lieder escritos por Schubert. La ciudad de Jablonec nad Nisou completó un monumento a Schubert en 1900 que incluía una estatua de Türk-Rohn en la que se la representaba como una de las musas cantantes del compositor. En 1901 recibió una medalla de oro de la Sociedad Schubert de Viena, y en 1912 la Medalla de Plata Franz Schubert de las Sociedades de Canto Schubert combinadas de Viena. Recibió honores de Francisco José I de Austria, Carlos I de Rumania, Fernando I de Bulgaria y Mohammad Alí Shah Qajar, sah de Persia. También recibió la medalla de oro Salvator de la ciudad de Viena en 1901 en reconocimiento a sus actuaciones en numerosos conciertos benéficos en la ciudad. Realizó varias grabaciones de lieder de Schubert, Brahms y otros compositores con varios sellos discográficos vieneses y el sello discográfico alemán Odeon Records de 1905 a 1907. También grabó Voces de Primavera de Johann Strauss II.

## Últimos años y carrera en los Estados Unidos

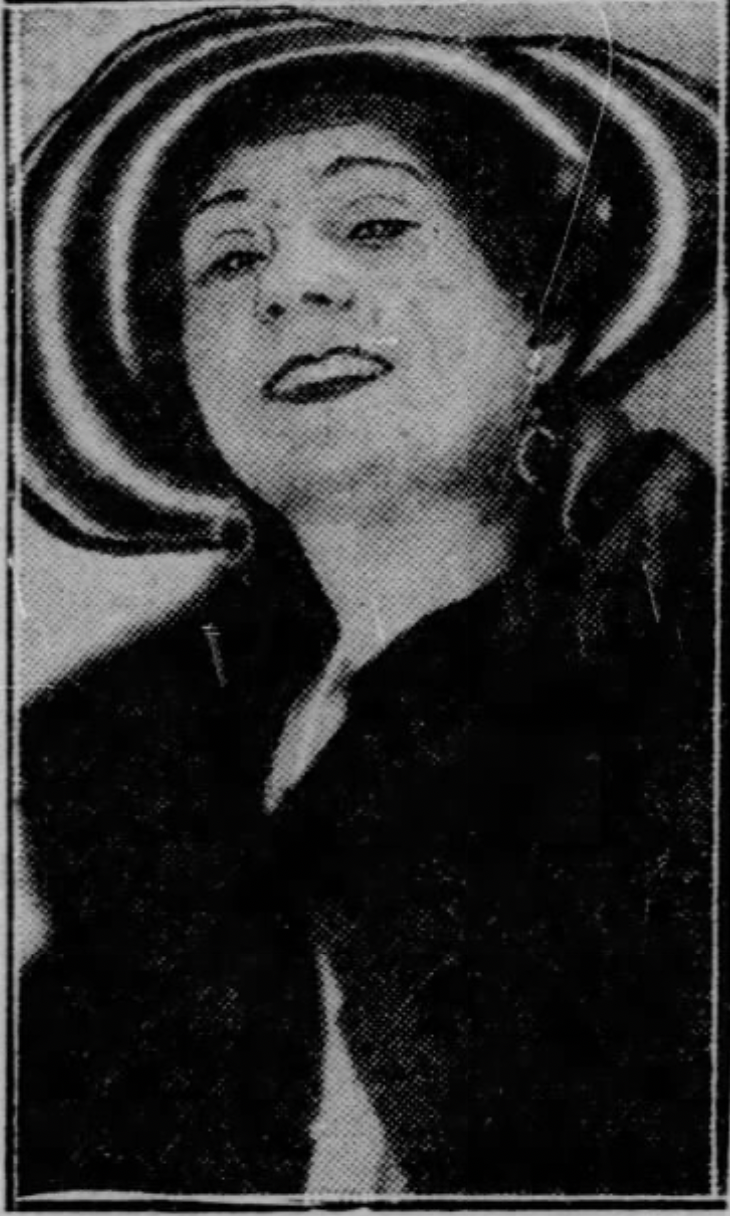
Fotografía de Olga von Türk-Rohn publicada en el Chicago Tribune el 25 de junio de 1925.

En 1913, Türk-Rohn emigró a los Estados Unidos con su familia para unirse a la lista de artistas de la compañía de ópera de Oscar Hammerstein I. Los planes para su aparición con la compañía de ópera nunca se materializaron. Dio un concierto en Cooper Union en el Bajo Manhattan con el violinista Alexander Saslavsky y el pianista Leopold Rovenger el 13 de noviembre de 1913. En febrero de 1914 actuó en concierto con el arpista francés Carlos Salzedo en Brunswick Hall en Brunswick, Nueva Jersey, y al mes siguiente actuó en un concierto de música alemana patrocinado por Wanamaker's en el Egypt Hall, Masonic Temple en Filadelfia. Luego se embarcó en una larga gira de conciertos por Estados Unidos. Esta gira fue interrumpida por la Primera Guerra Mundial y su carrera artística cesó en gran medida. Herman Spielter fue su acompañante durante muchos de sus recitales en los Estados Unidos en 1914.
La hija de Türk-Rohn, Hertha Türk-Rohn, también fue cantante de ópera y conciertos. Hertha se casó con el bajo-barítono y profesor de canto, nacido en Rusia, Reinhold von Warlich en 1923. En el momento de su matrimonio, Olga von Türk-Rohn vivía en la ciudad de Nueva York en 52 W 37th Street. Más tarde ese año, tanto ella como el director Ernst Knoch eran instructores visitantes en la Facultad de Música de Chicago (CCM) de Esther Harris, y al final de esta visita en diciembre de 1923 se anunció que Türk-Rohn se había unido a la facultad de canto de la escuela de Harris. Una revisión de 1926 de un programa de recitales estudiantiles indicó que el concierto incluía actuaciones de los cincuenta y cinco estudiantes de canto de Türk-Rohn en el CCM. Un anuncio de 1927 para la escuela en The Reform Advocate la incluía como directora del programa de voz del CCM.
En diciembre de 1925, Türk-Rohn también trabajaba como profesora de canto privada en Chicago con un estudio ubicado en el Congress Plaza Hotel. Un anuncio de junio de 1928 de su estudio privado indica que entonces estaba ubicado en el edificio Kimball (ahora el Centro Lewis de la Universidad DePaul). A principios de 1932, como tarde, se unió a la facultad de canto del Conservatorio de Música Bush de Chicago. En agosto de 1932, la escuela se fusionó con el Chicago Conservatory College. Terminó su carrera docente como decana del departamento vocal de esta escuela a mediados de la década de 1930.
Después de mudarse a Chicago, Türk-Rohn reanudó sus actuaciones de forma periódica. Dio un recital en Kimball Hall dentro del edificio Kimball en Chicago el 13 de noviembre de 1924. En 1925 había fundado su propio coro de ópera para el que dirigió actuaciones desde el Hotel Drake para transmisiones de radio en WGN (AM) en junio, noviembre y diciembre de 1925. En noviembre de 1925 cantó en concierto con el Gordon String Quartet en Orchestra Hall, Symphony Center, y luego cantó en un concierto transmitido por WLS (AM) con The Little Symphony of Chicago el 27 de noviembre de 1925.
En abril de 1926, Türk-Rohn interpretó un programa de canciones transmitido por la radio WMAQ (ahora WKQX)  En 1927, su conjunto de ópera realizó un concierto benéfico en el Kimball Hall para recaudar fondos para los veteranos heridos de los Estados Unidos y el Hospital de Administración de Veteranos Edward Hines Jr.. En 1929 fue subdirectora musical de una obra de teatro sobre la Pasión representada en el Edificio del Auditorio. En 1935 dirigió un concierto de gran ópera en el auditorio de Chicago Commons. En 1936 cantó en una «reunión de paz» en Nuevo Brunswick, Nueva Jersey, reuniéndose con Herman Spielter como su pianista, y también cantó con una orquesta dirigida por el director Fred Hart. La reunión fue organizada por el alcalde de New Brunswick, Austin Scott. En 1937 fue juez del concurso de música de la Federación de Clubes de Música de Nueva Jersey.
Al final de su vida, Türk-Rohn vivió en la ciudad de Nueva York, donde estableció su hogar en 32 E 36th Street. Murió allí el 26 de febrero de 1940. Su hija Maud figuraba como albacea de su patrimonio y se citó como causa de su muerte arteriosclerosis general y esclerosis coronaria. Ese mismo registro indicaba que fue enterrada en el cementerio Tresh Paul.